# Live at Brixton Academy
Live at Brixton Academy (lançado como Dido Live na região 1 americana) é um álbum ao vivo e DVD interpretado por Dido, lançado a 2005. Foi gravado durante três noites em 2004, na Brixton Academy em Londres durante a digressão do álbum Life for Rent. O DVD contém faixas de áudio bónus, que consiste em treze faixas.

## Faixas e formatos

### Faixas do DVD
1. "Stoned" – 5:58
2. "Here with Me" – 4:35
3. "See You When You're 40" – 5:55
4. "Life for Rent" – 3:55
5. "Hunter" – 4:16
6. "Isobel" – 4:48
7. "My Life" – 3:18
8. "Honestly OK" – 7:09
9. "Don't Leave Home" – 4:20
10. "Mary's In India" – 3:30
11. "Take My Hand" – 5:53
12. "Thank You" – 4:09
13. "Sand in My Shoes" – 5:17
14. "White Flag" – 4:16
15. "Do You Have A Little Time" – 2:43
16. "All You Want" – 3:55
17. "See The Sun" – 6:06

### CD Áudio bónus
1. "Stoned" – 5:58
2. "Here with Me" – 4:35
3. "See You When You're 40" – 5:55
4. "Life for Rent" – 3:55
5. "Isobel" – 4:48
6. "Honestly OK" – 7:09
7. "Take My Hand" – 5:53
8. "Thank You" – 4:09
9. "Mary's In India" – 3:30
10. "Sand in My Shoes" – 5:17
11. "White Flag" – 4:16
12. "See The Sun" – 6:06

## Créditos
- Dido - Vocais
- Vini Miranda - Guitarra
- Keith Golden - Baixo
- John Deley - teclado

- Alex Alexander - bateria
- Jody Linscott - Instrumento de percussão

É um EP chamado Dido Live, com três das dezassete faizas do DVD, que foi lançado digitalmente no iTunes em 21 de Junho de 2005. with three of the seventeen live tracks featured on the DVD, was digitally released exclusively through iTunes on June 21, 2005.

### Alinhamento de faixas
1. "Here with Me" – 4:35
2. "See You When You're 40" – 5:55
3. "See The Sun" – 6:06